# Una Chi
Una Chi (pseudónimo de Bruna Bianchi, Milán, 5 de junio de 1942) es una escritora y traductora italiana.

## Biografía
Natural de Milán, fue profesora de literatura en alemán en la Universidad de Milán. Bajo su nombre Bruna Bianchi tradujo a muchos autores como Günter Grass (Aus dem Tagebuch einer Schnecke) (Einaudi, Torino, 1974), Bluebeard de Max Frisch (Einaudi, 1984) y Unicorno de Martin Walser (Feltrinelli, 1969).
Con una obra con una fuerte identidad erótica, se distingue por su prosa analítica y por la crueldad de sus historias.